# Réaction de Cannizzaro
Pour les articles homonymes, voir Cannizzaro.
La réaction de Cannizzaro est la dismutation d'un aldéhyde dépourvu d'hydrogène sur le carbone en alpha de la fonction carbonyle, en présence d'une base forte formant un alcool et un sel d'acide carboxylique. Elle tient son nom de Stanislao Cannizzaro qui l'a découverte.

## Exemples

### Dismutation du benzaldéhyde
Il s'agit de la réaction décrite initialement par Cannizzaro en 1853.

### Dismutation du m-chlorobenzaldéhydeen l'ion m-chlorobenzoate et enalcool m-chlorobenzylique
1. Le formaldéhyde peut jouer le rôle de réducteur comme dans la transformation du vératraldéhyde en alcool vératrique:

Dans le cas d'un aldéhyde avec un hydrogène sur le carbone en alpha, nous aurions une condensation aldolique.
Des marquages isotopiques ont montré que la réaction se fait en deux étapes:
Lorsque deux aldéhydes différents sont mis en réaction, on parle de réaction de Cannizzaro croisée. Elle donne tous les produits possibles.
Cependant, si un des aldéhydes est le formaldéhyde, la réaction produit seulement un formiate et l'alcool correspondant à l'autre aldéhyde. Il s'agit alors d'une réduction par le formaldéhyde.
Une variante est la réaction de Cannizarro-Tichtchenco: